# Burgberg Losenstein
Burgberg Losenstein este o arie protejată (arie specială de conservare — SAC, sit de importanță comunitară — SCI) din Austria întinsă pe o suprafață de 1,83 ha, integral pe uscat.

## Localizare
Centrul sitului Burgberg Losenstein este situat la coordonatele 47°55′26″N 14°26′14″E / 47.9239°N 14.4373°E.

## Înființare
Situl Burgberg Losenstein a fost declarat sit de importanță comunitară în septembrie 2017 pentru a proteja un număr necunoscut de specii din flora spontană și fauna sălbatică aflate în arealul zonei. Situl a fost protejat și ca arie specială de conservare în aprilie 2019.

## Biodiversitate
Situată în ecoregiunea alpină, aria protejată conține 3 habitate naturale: Pajiști uscate seminaturale și facies de acoperire cu tufișuri pe substraturi calcaroase (Festuco-Brometalia) (* situri importante pentru orhidee), Pante stâncoase calcaroase cu vegetație casmofită, Păduri pe pante, grohotișuri și ravene de Tilio-Acerion.
La baza desemnării sitului se află un număr nedeclarat de specii protejate.